# Лашис-Игорети
Лашис-Игорети (груз. ლაშის იგორეთი) — село в Грузии, на территории Харагаульского муниципалитета края (мхаре) Имеретия.

## География
Село находится в западной части Грузии, на левом берегу реки Чхеримелы, на расстоянии 6 километров к северо-западу от посёлка городского типа Харагаули, административного центра муниципалитета. Абсолютная высота — 343 метра над уровнем моря.

## Население
По результатам официальной переписи населения 2014 года, в Лашис-Игорети проживало 93 человека (45 мужчин и 48 женщин). В национальной структуре населения грузины составляли 98,9 %, абхазы — 1,1 %.
| Год  | Население, человек |
| ---- | ------------------ |
| 2002 | 165                |
| 2014 | ↘ 93               |